# Hepatitis-A-Impfstoff

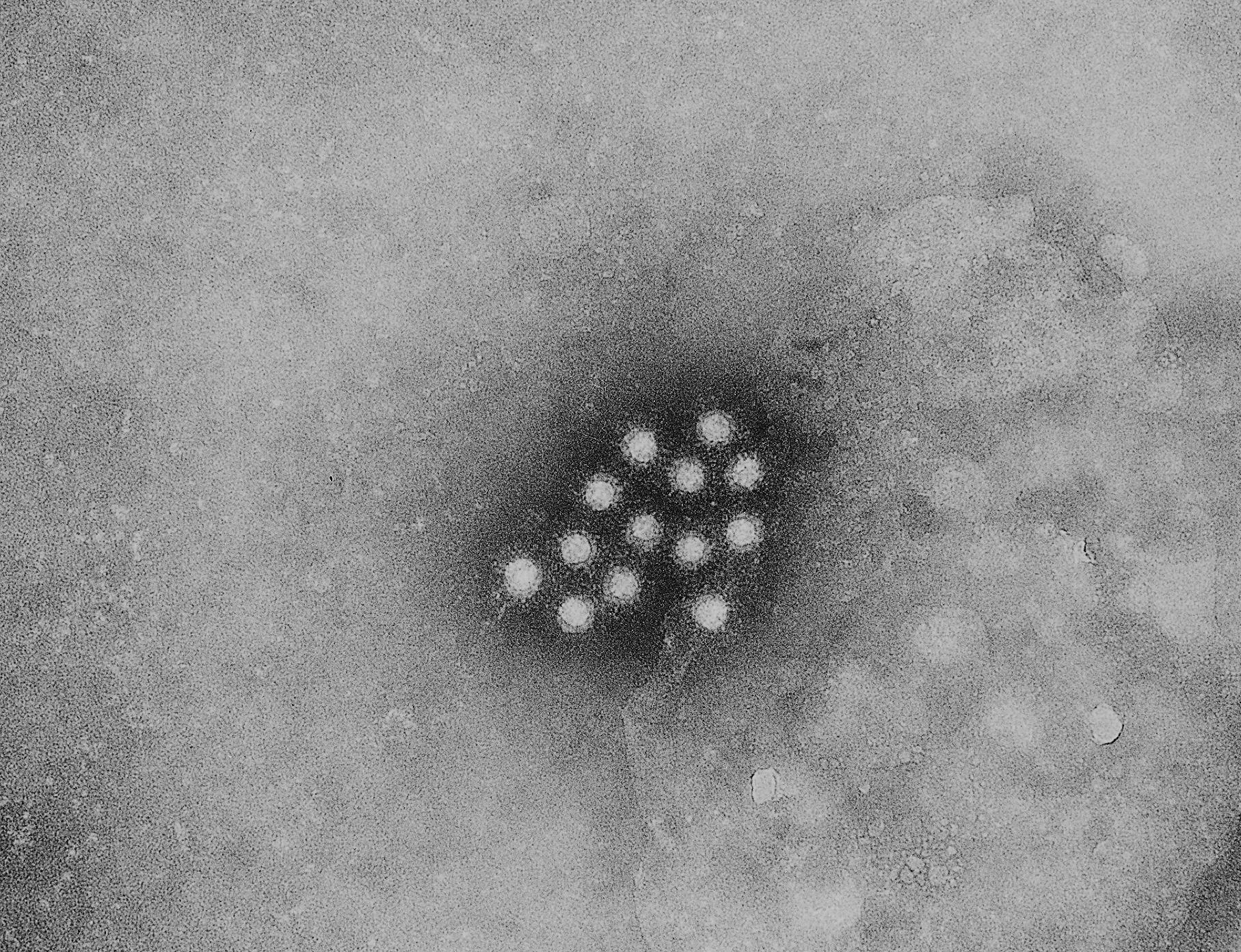
Hepatitis-A-Viren

Ein Hepatitis-A-Impfstoff ist ein Impfstoff gegen das Hepatitis-A-Virus.

## Eigenschaften
Die erste Form von Hepatitis-A-Impfstoffen wurde von Maurice Hilleman entwickelt. Der erste Impfstoff (Havrix, Hersteller SmithKline Beecham) wurde 1991 in Europa und 1995 in den USA zugelassen. In Deutschland ist er seit 1996 verfügbar. Die zugelassenen Hepatitis-A-Impfstoffe bestehen aus Formalin-inaktivierten Hepatitis-A-Viren.
Hepatitis-A-Impfstoffe befinden sich auf der Liste der unentbehrlichen Arzneimittel der Weltgesundheitsorganisation. Weiterhin sind sie unter anderem Bestandteil von Mehrfachimpfstoffen in Kombination mit Hepatitis-B-Impfstoffen. Hepatitis A gehört zu den verbreitetsten impfbaren Infektionskrankheiten für Reisende, weshalb eine Impfung mit Hepatitis-A-Impfstoffen unter anderem bei Reisen zum indischen Subkontinent, nach Afrika, Mittel- und Südamerika, Ostasien und Osteuropa empfohlen wird.

### Immunologie
Der Impfstoff wird meistens zweimal verabreicht, um die volle Impfwirkung zu erreichen. Dadurch werden neutralisierende Antikörper gegen Bestandteile des Hepatitis-A-Virus in über 95 % der erwachsenen Geimpften vier Wochen nach der ersten Impfung und in 100 % nach der zweiten Impfung gebildet, die vor einer Infektion mit HAV schützen.

## Herstellung
Die Anzucht des Impfstammes HM 175 erfolgt in Zellkulturen von humanen Fibroblasten. Anschließend erfolgt die Virusisolierung, die Inaktivierung mit Formaldehyd und die Zugabe von Aluminiumhydroxid als Adjuvans.

## Nebenwirkungen
Unerwünschte Arzneimittelwirkungen bei Hepatitis-A-Impfstoffen umfassen für ein bis zwei Tage Schmerzen an der Einstichstelle, Kopfschmerzen, Fieber und Appetitlosigkeit.

## Handelsnamen
Handelsnamen für Hepatitis-A-Impfstoffe sind z. B. Havrix und Vaqta. Beide Impfstoffe werden in jeweils zwei Formulierungen angeboten, für Minderjährige über 12 Monaten und für Erwachsene (mit doppelter Dosis). Ein Handelsname für kombinierte Hepatitis-A- und Hepatitis-B-Impfstoffe ist Twinrix.